# Joe Corso

Zawodnik Purdue Boilermakers

Joseph Marion „Joe” Corso (ur. 22 grudnia 1951 w West Des Moines) – amerykański zapaśnik walczący w stylu wolnym. Olimpijczyk z Montrealu 1976, gdzie odpadł w eliminacjach w wadze do 57 kg.
Brązowy medalista mistrzostw świata z 1979, a w 1981 odpadł w eliminacjach. Triumfator igrzysk panamerykańskich w 1979 roku.
Zawodnik Valley High School w West Des Moines i Uniwersytetu Purdue. All-American w NCAA Division I  w 1975, gdzie zajął trzecie miejsce.